# Billy Austin
William Sydney „Billy” Austin (ur. 29 kwietnia 1900, zm. 2 kwietnia 1979) – angielski piłkarz, który występował na pozycji pomocnika.

## Kariera klubowa
Piłkarską karierę rozpoczynał w amatorskich klubach Arnold United i Arnold St Mary’s, był również na testach w Sheffield United. W październiku 1920 przeszedł do Norwich City, zaś w maju 1924 do Manchesteru City, w którym zadebiutował 30 sierpnia 1924 w meczu z Bury. Pierwszą bramkę dla City zdobył 8 listopada 1924 w zremisowanym 2:2 spotkaniu z Evertonem. 24 kwietnia 1926 wystąpił w finale Pucharu Anglii, w którym City przegrał z Bolton Wanderers 0:1. Tydzień później w ostatniej kolejce sezonu, w przegranym 2:3 meczu z Newcastle United, nie strzelił karnego, który mógł dać City utrzymanie w Division One. Łącznie, biorąc pod uwagę mecze ligowe i pucharowe, wystąpił w City w 172 meczach i zdobył 47 bramek.
W grudniu 1931 przeszedł do Chesterfield, zaś w 1933 do Kidderminster Harriers. W wieku 47 lat grał w amatorskim klubie Brinton.

## Kariera reprezentacyjna
W kadrze narodowej wystąpił jeden raz, 24 października 1925 w meczu przeciwko Irlandii.
| Lp. | Data                 | Miejsce      | Mecz              | Wynik | Bramki | Rozgrywki                 |
| --- | -------------------- | ------------ | ----------------- | ----- | ------ | ------------------------- |
| 1.  | 24 października 1925 | Windsor Park | Irlandia – Anglia | 0:0   |        | British Home Championship |

## Sukcesy
Manchester City
- Finalista Pucharu Anglii (1): 1925/1926